# Slidstarr
Slidstarr (Carex vaginata) är en flerårig gräslik växt inom släktet starrar och familjen halvgräs. Slidstarr har långa utlöpare och har blekt gråbruna basala slidor. De klargröna bladen blir från tre till fem mm breda och är långa, översta stråbladet högst någon cm lång skiva. De upp till tre honaxen är glesblommiga och 1 till 1,25 cm långa och har stödbald med uppblåsta slidor. De rödbruna axfjällen blir från två till tre mm, är otydligt hinnkantade och har en gulgrön mittnerv. De gulgröna till bruna fruktgömmena blir från fyra till fem mm, är släta, saknar papiller och har en utåtböjd näbb som är cirka en mm lång. Slidstarr blir från 20 till 60 cm hög och blommar från juni till juli.

## Utbredning
Slidstarr är vanlig i Norden och påträffas vanligtvis på frisk till fuktig, något näringsrik torv- eller sandjord, såsom myrar, sumpskogar, stränder, betesmarker, hyggen och bryn. Dess utbredning i Norden sträcker sig till hela Finland, hela Norge förutom dess sydvästkust, hela Sverige förutom sydöstkusten och hela Islands kustland, förutom den södra kusten.